# Leptophatnus glabrinotor
Leptophatnus glabrinotor är en stekelart som först beskrevs av Morley 1919.  Leptophatnus glabrinotor ingår i släktet Leptophatnus och familjen brokparasitsteklar. Utöver nominatformen finns också underarten L. g. vividus.